# 市沢
市沢（いちさわ）は、埼玉県ふじみ野市の町名。現行行政地名は市沢一丁目から市沢三丁目。住居表示実施済み区域。郵便番号は356-0057。

## 地理
北でうれし野、北東で苗間、東の一部で富士見市上沢、南から西にかけて大井と接する。

## 世帯数と人口
2022年（令和4年）8月1日現在の世帯数と人口は以下の通りである。
| 町丁       | 世帯数    | 人口    |
| ---------- | --------- | ------- |
| 市沢一丁目 | 471世帯   | 980人   |
| 市沢二丁目 | 466世帯   | 1,174人 |
| 市沢三丁目 | 667世帯   | 1,601人 |
| 計         | 1,604世帯 | 3,755人 |

## 小・中学校の学区
市立小・中学校に通う場合、学区（校区）は以下の通りとなる。
| 丁目           | 小学校                 | 中学校                 |
| -------------- | ---------------------- | ---------------------- |
| 一丁目         | ふじみ野市立東原小学校 | ふじみ野市立大井中学校 |
| 二丁目、三丁目 | ふじみ野市立東台小学校 | ふじみ野市立大井中学校 |

## 交通

### 鉄道
地区の北東部を東武東上線が通るが、駅は設置されていない。

### 道路
町内を通る国道、および主要地方道・一般県道はない。
- なんぼの道（遊歩道）

## 施設
- ふじみ野市立大井保育所
- セイコーモータースクール - 敷地の一部は富士見市上沢に跨る。
- 市沢公園
- 阿弥陀堂